# Gerhard Thiele
Pour les articles homonymes, voir Thiele.
Gerhard Paul Julius Thiele , né  à Heidenheim an der Brenz, en Allemagne, le 2 septembre 1953 est spationaute de l'Agence spatiale européenne (ESA).

## Activités de spationaute
- Mission STS-99 à bord de la navette spatiale Endeavour du 11 au 22 février 2000. Il est responsable des opérations du Shuttle Radar Topography Mission (SRTM). Cet outil est destiné à la cartographie numérique en trois dimensions de la surface terrestre.